# Fire Emblem: Seisen no Keifu
Fire Emblem: Seisen no Keifu (ファイアーエムブレム　聖戦の系譜 Fire Emblem: Genealogía de la Guerra Santa?), conocido en inglés como Genealogy of the Holy War, es el cuarto juego de la saga Fire Emblem, desarrollado por Intelligent Systems y publicado por Nintendo originalmente en 1996 para la consola Super Famicom, conocida como SNES en occidente. Es el segundo juego de la saga que se lanzaría para esta consola.
Este juego destacó por incluir nuevas habilidades y características originales, muchas de las cuales no se han vuelto a ver en los sucesivos juegos; por tener pocos capítulos (11 y prólogo), pero extremadamente largos comparados con los habituales de la saga; y por tener una gran banda sonora, parte de la cual se reutilizaría en los futuros juegos de Fire Emblem.

## Sistema de juego
En este juego existen numerosas diferencias respecto al sistema de juego de los demás juegos de la saga:
- En vez de conquistar un castillo por capítulo, el jugador debe capturar varios. Además, el jugador tiene en su poder un castillo al comienzo de cada capítulo que no debe caer en manos enemigas. En los castillos aliados, se podrá comprar, luchar en el coliseo, y guardar o reparar objetos. El castillo del jugador es el único lugar en el que los personajes pueden promover.

- Nunca se rompen completamente las armas. Aunque sus usos lleguen a 0, pueden ser reparadas en el castillo. También se pueden usar armas rotas, pero son muy débiles.

- Los personajes no mueren si pierden una batalla en el coliseo, se quedan con un punto de vida. Sólo hay siete oponentes en los coliseos para cada personaje por capítulo, al contrario que en otros juegos de la saga, que el número de oponentes es infinito. El nivel de los enemigos del coliseo están predeterminados por el capítulo, y son los mismos para todos los personajes.

- No hay límite en el número de personajes que se pueden desplegar; esto se equilibra recibiendo menos unidades controlables que en otros juegos de la serie.

- Fire Emblem: Seisen no Keifu es el segundo Fire Emblem donde los personajes no necesitan ninguna clase de objetos para promover. Los personajes pueden subir hasta el nivel 30, y promover en el castillo en cualquier momento a partir del 20 (con excepciones).

- Es posible recuperar unidades eliminadas usando el bastón de la Valkiria; aunque tras un uso se rompe y cuesta una fortuna volver a repararlo.

- Los pueblos no pueden ser destruidos por el enemigo en un solo turno. El enemigo sólo puede destruir una parte del pueblo cada turno.

- Cada unidad tiene su propio dinero. Las únicas unidades que pueden dar dinero a otras son los ladrones o las unidades que están enamoradas.

- Los personajes de la primera mitad del juego puede enamorarse. Para convertirse en pareja se requiere una cantidad de puntos de Amor. Estos puntos se adquirirán de forma automática, aunque un personaje puede ganar aún más si al terminar el turno está situado al lado de otra unidad, teniendo lugar conversaciones únicas entre las unidades. Cuando dos unidades están emparejadas y la madre sobrevive hasta el capítulo 5, los hijos heredarán las armas y habilidades de sus padres. Sin embargo, las armas sólo se heredarán si el hijo puede usarlas en su primera clase, a menos que sea un arma sagrada, que siempre es heredada. Los hijos crecen y se convierten en unidades jugables en la segunda mitad del juego. Los hijos también pueden enamorarse. Cuando se ataca a alguna unidad y se está al lado de la pareja, se obtienen críticos aleatorios contra el enemigo.

- Los personajes no pueden pasarse objetos unos a otros. La única manera de dar algo a otro personaje es venderel objeto y llevar al otro personaje para comprarlo.

### Sistema de habilidades especiales
Fire Emblem: Seisen no Keifu es la primera entrega de la saga en tener diferentes tipos de habilidades especiales para cada personaje. Estas habilidades se usan tanto en la batalla como fuera de ella de una manera aleatoria. Este sistema aparecerá más adelante en otros juegos de la saga: Fire Emblem: Thracia 776, Fire Emblem: Path of Radiance, Fire Emblem: Akatsuki no Megami, y parcialmente en Fire Emblem: The Sacred Stones.

#### Lista de habilidades especiales
- Ootate (Gran Escudo): Bloquea aleatoriamente el ataque de un enemigo, incluso ataques mágicos o con Armas Sagradas. Los Generales poseen esta habilidad en Fire Emblem: The Sacred Stones.

- Ikari (Ira): Los ataques del personaje son siempre críticos cuando tiene bajos sus puntos de vida, a menos que el enemigo tenga la habilidad Mikiri.

- Tsuigeki (Persecución): Permite al personaje atacar dos veces si el peso de su arma o su velocidad están por encima de las de su oponente. La mayoría de personajes tienen esta característica, o la adquieren con el tiempo.

- Renzoku (Continuar): Permite al personaje atacar dos veces si es más rápido que el enemigo.

- Nusumu (Robar): Permite al personaje robar dinero tras atacar al enemigo. Restringida al Ladrón y sus clases.

- Carisma: Todos los personajes alrededor de alguno que tenga esta habilidad, consiguen un 10% extra de posibilidades de golpear o esquivar.

- Mikiri (Conciencia): Anula los ataques críticos y las habilidades relacionadas con la espada.

- Inori (Oración): La oportunidad de esquivar el ataque enemigo se incrementa al descender los PV de la unidad.

- Machibuse (Emboscada): El personaje ataca primero si sus PV spn inferiores a la mitad.

- Totsugeki (Duelo): La batalla dura un asalto más. El personaje podrá atacar una vez más, pero el enemigo también.

- Ryūseiken (Espada Meteoro): Permite atacar cinco veces seguidas de manera aleatoria. Sólo funciona con personajes a pie y no es efectiva contra enemigos con la habilidad Mikiri.

- Gekkōken (Espada de Luz Lunar): Permite atravesar toda la defensa enemiga. Sólo funciona con personajes a pie y no es efectiva contra enemigos con la habilidad Mikiri.

- Taiyōken (Espada Solar): Recupera los puntos de vida cuando se golpea a un enemigo. Sólo funciona con personajes a pie y no es efectiva contra enemigos con la habilidad Mikiri.

- Life (Vida): el personaje recupera algunos puntos de vida al comienzo de cada turno.

- Elite: Dobla los puntos de experiencia que el personaje recibe.

- Negiri (Negociar): Otorga al personaje un 50% de descuento en las tiendas.

- Odoru (Bailar): Después de usar esta habilidad, las unidades adyacentes al personaje que ha bailado y que ya habían hecho su movimiento en este turno, se les permite realizar un segundo movimiento.

## Argumento
Genealogy of the Holy War tiene lugar en el continente de Jugdral, que se divide en ocho países: el Reino de Grandbell, el Reino de Verdane, el Reino de Agustria, el Distrito de Munster, el Reino de Thracia, la República de Miletos, el Reino de Silesse, y el Reino de Isaach. Según el staff del juego, Jugdral está dentro del mismo mundo que Archanea, el continente que aparece en el Fire Emblem original y sus secuelas: los eventos de Genealogy of the Holy War se desarrollan cientos de años antes del período de tiempo de Archanea, siendo este último en un estado apenas civilizado. Fue durante este tiempo que las Tribus Dragón estaban debatiendo cómo tratar a la humanidad. En la antigüedad, en el año Grann 440, el Dragón de Tierra Loptous hizo un pacto con el sacerdote Galle, quien se convirtió en su recipiente para traer la ruina a la humanidad. En 632, el Dragón Divino Naga había descubierto el papel de Loptous en la conquista gradual de Jugdral, por lo que eligió a doce soldados para derrotar a Loptous: este evento se conoció como el Milagro de Darna. Los Doce Cruzados derrotaron a Loptous y su culto, trayendo la paz a la tierra en un conflicto denominado "Guerra Santa"; estos doce continuarían para establecer los países de Jugdral. Los hechos de Genealogy of the Holy War comienzan en el año 757.
En el año Grann 757, los bárbaros del reino de Isaach sitiaron el castillo de Darna, y el príncipe Kurth de Grandbell y su amigo Lord Byron de Chalphy emprendieron una expedición punitiva. Cuando el reino suroccidental de Verdane se aprovecha del estado debilitado de Grandbell para invadir, el hijo de Byron, Sigurd, los repele y lanza una contrainvasión. Durante la campaña, Sigurd conoce a una chica misteriosa llamada Deirdre. Se revela que ella es de sangre Naga, un miembro perdido hace mucho tiempo de la familia real Grannvalian, la Casa de Belhalla, y descendiente del cruzado con el poder de derrotar al malvado dragón Loptous. Sigurd y Deirdre se enamoran y se casan, y su hijo Seliph nace en Agustria. En este punto, los duques Lombard y Reptor conspiran para apoderarse del trono de Grandbell, asesinar a Kurth e incriminar a Sigurd y su padre por el crimen. Sigurd se ve obligado a exiliarse, mientras que el arzobispo Manfroy de la Iglesia Loptr secuestra a Deirdre y borra sus recuerdos para usarla para resucitar a Loptous. Su plan es casarla con Lord Arvis de Velthomer; los dos son, sin que ellos lo sepan, medios hermanos, y su unión producirá un recipiente humano capaz de albergar la conciencia de Loptous. Durante su exilio, Sigurd y sus aliados se ven obligados a esconder a Seliph y al resto de sus hijos de las fuerzas de Arvis y el culto. Después de un año en el exilio, Sigurd comienza a regresar a través de Jugdral, matando a los duques responsables de la falsa acusación. Aparentemente exonerado, Sigurd regresa a Grandbell, solo para enterarse de que Arvis se ha casado con Deirdre para convertirse en el rey de Grandbell. Arvis ordena que los aliados de Sigurd sean ejecutados y asesina personalmente a Sigurd.
Durante los siguientes quince años, Grandbell se expande para dominar todo Jugdral, y Arvis se hace llamar emperador de Grandbell. Él y Deirdre tienen hijos gemelos: Julius, el vástago de Loptous, y Julia, el vástago de Naga. Manfroy usa el tomo de Loptyr para corromper a Julius, convirtiéndolo en el recipiente de Loptous, mientras que Deirdre se sacrifica para alejar a Julia de Julius. Julius derroca a su padre y convierte el Imperio en un régimen tiránico. En este punto, Seliph sale de su escondite para proteger un pueblo cercano, revelando su existencia oculta durante mucho tiempo a Grandbell. Viajando a través de las tierras de Jugdral, Seliph une fuerzas con los hijos de los compañeros de Sigurd, así como con Julia, escondidos durante mucho tiempo. Abriéndose camino a través de los países de Jugdral, obtiene el apoyo de los poderes sobrevivientes y libera gradualmente los territorios conquistados de Grandbell. Arvis no tiene poder para subvertir el gobierno de su hijo y muere en la batalla contra Seliph. Durante el transcurso de estas batallas, Julia es capturada y Manfroy y Julius intentan sacrificarla, ya que sus poderes podrían desterrar a Loptous para siempre. Seliph logra salvarla y, después de derrotar a Manfroy y Julius en la batalla, Julia destierra con éxito a Loptous, lo que finalmente pone fin a su gobierno y permite que Jugdral se recupere de los conflictos recientes. Seliph ocupa el lugar que le corresponde en el trono como emperador de Grandbell y restaura el poder en los países vecinos con sus respectivos herederos.

## Curiosidades
- El tema musical de las batallas, se reutilizó en Fire Emblem: Fūin no Tsurugi como tema musical para las batallas del coliseo.
- La música del capítulo diez se utilizó en Fire Emblem: Path of Radiance, como música secundaria de batalla.
- El tema musical de las batallas en el coliseo es el tema central de las batallas en Fire Emblem: Ankoku Ryū to Hikari no Tsurugi.
- El tema musical de los escenarios se usó más tarde como tema principal de los coliseos en Fire Emblem: The Sacred Stones.
- Hubo tres mangas basados en Fire Emblem: Seisen no Keifu, dibujados por Oosawa Mitsuki, Fujimori Nuts y Fuyuki Nea.
- Yuka Tsujiyoko compuso ciento catorce pistas para la banda sonora del juego, la mayor de toda la saga.
- Muchos nombres usados en el juego vienen de la mitología irlandesa y escandinava.
- Muchas de las animaciones de batalla de este juego se reciclaron para animar las batallas de Fire Emblem: Path of Radiance.

- Datos: Q3072796